# Live Cream Volume II
Live Cream Volume II es un álbum recopilatorio en directo de Cream editado en 1972. Contiene 6 pistas grabadas en diferentes localizaciones a lo largo de 1968.

## Track listing
1. "Deserted Cities of the Heart" (Jack Bruce, Pete Brown) - 4.33
2. "White Room" (Bruce, Brown) - 5.40
3. "Politician" (Bruce, Brown) - 5.08
4. "Tales of Brave Ulysses" (Eric Clapton, Martin Sharp) - 4.46
5. "Sunshine of Your Love" (Clapton, Bruce, Brown) - 7.25
6. "Steppin' Out" (James Bracken) - 13.28 (Llamado por error "Hideaway" en la edición original del LP)

- Pista 5 grabada el 9 de marzo de 1968 en Winterland, San Francisco.
- Pistas 4 y 6 grabadas el 10 de marzo de 1968 en Winterland, San Francisco.
- Pistas 1, 2 y 3 grabadas el 4 de octubre de 1968 en Oakland Coliseum Arena, Oakland.

## Personal
- Eric Clapton - guitarra, voces
- Jack Bruce - bajo, voz principal, armónica
- Ginger Baker - batería, percusión, coros